# Mimo corporal
El mimo corporal es un tipo de teatro físico creado por el actor y mimo francés Étienne Decroux (1898-1991), desarrollado por sus ayudantes y nuevas generaciones de profesionales en diversas instituciones especializadas alrededor del mundo. Creado en un entorno académico, es utilizado en la actualidad tanto para creaciones como un sistema de entrenamiento físico de actuación.